# Cine de destape
Se denomina cine de destape, término acuñado por el periodista Àngel Casas, o en ocasiones cine de despelote al género cinematográfico aparecido progresivamente en España desde la supresión oficial de la censura franquista consiguiente a la muerte del dictador en noviembre de 1975, representado en su mayoría por un verdadero aluvión de películas (solo en 1976, casi el cincuenta por ciento de las cintas producidas pertenecen a este género) de alto contenido erótico –de escasa calidad y mínimo coste–, en las que (a menudo de manera gratuita) se mostraron sin tapujos constantes desnudos mayoritariamente femeninos, algunas de las cuales llegaron a convertirse en su momento en éxitos comerciales sin precedentes, e interpretadas casi exclusivamente en sus papeles masculinos por el tándem formado por Andrés Pajares y Fernando Esteso, Antonio Ozores y, en menor medida, por José Sacristán y José Luis López Vázquez.
Destacan entre ellas El amor del capitán Brando (Jaime de Armiñán, estrenada en noviembre de 1974), vista por algo más de dos millones de espectadores atraídos por los pocos fotogramas en los que Aurora (Ana Belén) muestra los pechos ante un espejo, La trastienda (Jorge Grau, febrero de 1976), protagonizada por María José Cantudo (Juana Ríos), considerada como la primera película española en que aparece un desnudo frontal íntegro, la mucho más explícita secuencia en la que una desinhibida Cecilia (Sara Mora) (Los energéticos, 1979) se ducha con absoluta naturalidad ante la mirada sorprendida de Agapito (Andrés Pajares)…, las escenas eróticas de El caminante (clasificada «S») (Paul Naschy, 1979), para las que el cineasta contó con la colaboración de actrices ya consagradas en el género como Blanca Estrada, Adriana Vega, Eva León o Taida Urruzola, o las adaptaciones cinematográficas de clásicos medievales como las dos partes de El libro de buen amor (1975), considerada por el crítico cinematográfico del diario Ya Pascual Cebollada como «una amplia muestra de desnudeces masculinas y femeninas, por delante y por detrás, y una constante tensión o demostración de erotismo ilustrado con obscenidades», o La lozana andaluza (1976), tenidas por el cineasta César Fernández Ardavín como «la estrategia "literaria" para eludir a la censura».
En cuanto a las llamadas «musas del destape», cabe reseñar junto a las ya citadas María José Cantudo y Blanca Estrada a María Luisa San José, Susana Estrada, Victoria Vera, Nadiuska, Bárbara Rey, Silvia Tortosa, Eva Lyberten, Victoria Abril, Mabel Escaño, Ágata Lys, Carmen Carrión, Andrea Albani, Linda Lay, entre otras. 
En octubre de 2008 se estrenó el filme Los años desnudos –protagonizado por Candela Peña, Mar Flores y Goya Toledo–, ambientado en aquella época y en el que Susana Estrada interpretó a una periodista feminista declaradamente contraria a aquel tipo de películas.

## Antecedentes
Pese al cuidadoso control de la censura cinematográfica durante la dictadura franquista (entre 1937 y 1977 cerca de sesenta mil películas fueron vetadas por sus imágenes o textos contrarios a los principios católicos y nacionalistas dominantes), en la actualidad la mayoría de los investigadores coinciden en observar que incluso en esos años un director lo bastante avezado podía llegar a presentar al menos en alguna de sus producciones un concepto «subversivo» o una imagen «poco habitual» para la época. Así, desde principios de los años 1950 hasta finales de la década siguiente, Marisa de Leza fumó provocativamente un cigarrillo en Surcos (José Antonio Nieves Conde, 1951), se abordó el tema del adulterio en Muerte de un ciclista (Juan Antonio Bardem, 1955), la alemana Elke Sommer lució el primer bikini que aparecía en una película española en Bahía de Palma (Joan Bosch Palau, 1962) o Elisa Ramírez mostró el primer pecho desnudo, «aunque "entre visillos"», de la historia del cine español en La Celestina (César Fernández Ardavín, 1969).

### Otros países de Europa y Estados Unidos
No sucedió lo mismo en otros países de Europa (sobre todo Italia y Francia) donde el fin de la Segunda Guerra Mundial (1945) supuso la definitiva desaparición de la censura gubernamental y, con ella, la llegada a la gran pantalla de un tipo de mujer joven, atrevida, voluptuosa y libre, interpretada por actrices de la talla de Ursula Andress, Marilyn Monroe, Bettie Page, Gina Lollobrigida, Jayne Mansfield, Carroll Baker, Brigitte Bardot, Raquel Welch o Sofía Loren, entre otras.
Sobre este tema, María José Cantudo declaró:

Estrenamos la película [La trastienda] en la sala A del cine Roxi. En la sala B pasaban una película donde Glenda Jackson salía completamente desnuda; no como yo, que enseñaba un desnudito de nada. ¡Esa señora lo enseñaba todo durante el metraje entero!

Guerras púbicas
Concretamente en Estados Unidos alrededor de las décadas de los 60 y los 70 se desencadenaron las conocidas irónicamente como guerras púbicas [sic]. Se trataba de la reñida competencia entre las dos principales revistas eróticas de la época (Playboy y Penthouse) por cuál de ellas iba a ser la primera en sacar una fotografía de una chica en la que se apreciase claramente el vello púbico. Hasta aquel momento la imagen no se consideraba obscena (y por lo tanto podía publicarse) solo si éste se hallara totalmente depilado (que no sucedería hasta que la modelo Dalene Kurtis apareciese de esta forma en el póster central de Playboy de septiembre de 2001). Otra excepción era si la zona correspondiente no se distinguía con absoluta nitidez (lo que suele llamarse «desnudo estratégico»).
Tras diferentes posados como los de las playmates Melodye Prentiss (julio de 1968), Paula Kelli (agosto de 1969), la noruega Liv Lindeland (enero de 1971) o la británica Marilyn Cole (enero de 1972) fue la nueva revista Hustler, lanzada dos años después por el editor estadounidense Larry Flynt, la que progresivamente fue sacando a la luz las fotografías más explícitas de sexos femeninos conocidas hasta entonces.

### México y Argentina

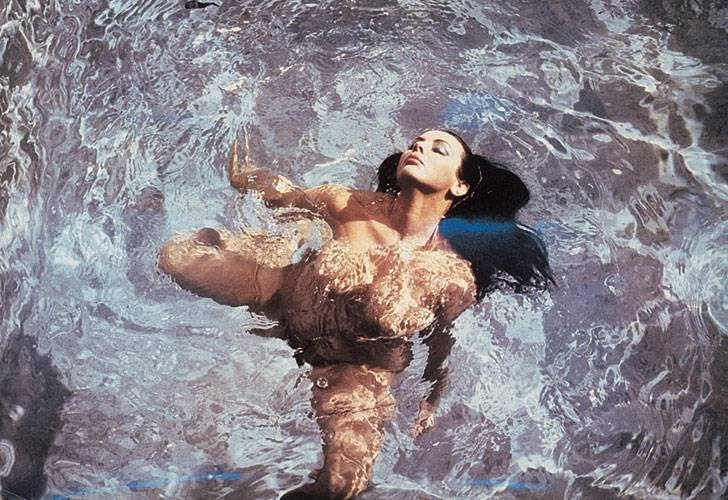
Isabel Sarli en un fotograma del film La mujer de mi padre, dirigido por Armando Bó en 1968.

También en varios países de habla hispana como México y Argentina se permitió la filmación y posterior distribución de una serie de películas en las que sus protagonistas femeninas aparecían en ciertos momentos de las historias parcial (toples) o totalmente desnudas, entre las que cabe mencionar como más controvertidas las mexicanas La mujer del puerto (Arcady Boytler, 1934), El rosal bendito (escrita y dirigida por Juan Bustillo Oro en 1936), La mancha de sangre (Adolfo Best Maugard, 1937), La Zandunga (Fernando de Fuentes, 1938), La fuerza del deseo (Miguel M. Delgado, 1955) y La Diana Cazadora (Tito Davison, 1956) estas dos últimas interpretadas por la actriz Ana Luisa Peluffo, Santo en el tesoro de Drácula (René Cardona, 1968), cuya versión sin censura fue distribuida en Europa con el título de El vampiro y el sexo, Fin de fiesta (Mauricio Walerstein, 1972), El rincón de las vírgenes (Alberto Isaac, 1972), El castillo de la pureza ( Arturo Ripstein, 1972), La Choca (Emilio Fernández, 1974), El llanto de la tortuga o ¿Cómo perdiste tu virginidad? (Francisco del Villar, 1974), Satánico pandemónium o La sexorcista, estrenada más tarde en Italia bajo el título La Novizia Indemoniata (Gilberto Martínez Solares, 1975), El apando (Felipe Cazals, 1975), Tívoli (Alberto Isaac, 1975), Bellas de noche o Las ficheras (Miguel M. Delgado, 1975), Tres mujeres en la hoguera (Abel Salazar, 1977), Alucarda, la hija de las tinieblas (Juan López Moctezuma, 1978), La casa que arde de noche (René Cardona Jr., 1985), o las argentinas El trueno entre las hojas (1958, tenida a todos los niveles por la primera película argentina en que aparecía un desnudo frontal íntegro, si bien cabe destacar que en la famosa escena en la que el personaje de la Flavia se baña en medio de un río sin ropa alguna en ningún momento del poco más de minuto y medio que dura la secuencia se distinguen con total claridad otras zonas erógenas más que las tetas, que «pasaron en ese momento a convertirse en la obsesión de varias generaciones de varones»), Sabaleros (1959), India (1960), La tentación desnuda (1966), La mujer de mi padre (1968) o Éxtasis tropical (1978), todas ellas dirigidas por el cineasta Armando Bó e interpretadas por la actriz, modelo y símbolo sexual Isabel Sarli.

### Brasil
Casi al mismo tiempo que en España surge un nuevo género cinematográfico propiamente brasileño conocido como la pornochanchada caracterizado de forma muy parecida al destape español por la producción continuada de una serie de películas en las que llegaron a exhibirse en numerosas ocasiones completamente desnudas buena parte de las jóvenes actrices del momento como Sônia Braga, Meiry Vieira, Helena Ramos, Vera Fischer, Matilde Mastrangi, Aldine Müller, Sandra Bréa, Nicole Puzzi, Patrícia Scalvi, Rossana Ghessa, Kate Lyra, Vanessa Alves o Adele Fátima, protagonistas de cintas como A Virgem e o Machão (José Mojica Marins, 1974), As Aventuras Amorosas de un Padeiro (Waldir Onofre, 1975), Presidio de Mulheres Violentadas (dirigida en 1977 por Luiz Castellini y Antonio Polo Galante), A Prisão (Oswaldo de Oliveira, 1980), Mulher Objeto (Silvio de Abreu, 1981), O Império do Desejo (Carlos Reichenbach, 1981), Pornô! (dirigida también en 1981 por David Cardoso, Luiz Castellini y John Doo), Amor, Estranho Amor o Despertar (Walter Hugo Khouri, 1982) con la actuación de la cantante y actriz Xuxa Meneghel, etc.

## Auge del género
La apertura de la censura posibilita una eclosión de espectáculos, publicaciones y películas de alto contenido erótico, lo que se conoce como el destape. Muchas estrellas del cine y la canción se apresuran a desnudarse en las revistas o en el cine, lo que lleva a considerarse una toma de postura política a favor de la libertad.

Eslava Galán, Juan (2006). La Transición. Memoria gráfica de la historia y la sociedad españolas del siglo XX 7. Madrid: Diario EL PAÍS. p. 144. ISBN 8498153255.

Si bien desde principios de los años 1970 se habían rodado ya varias películas en las que sus protagonistas femeninas aparecían cada vez más «ligeras de ropa», fue el 1 de marzo de 1975 cuando, según el nuevo Código de Censura, «se admitirá el desnudo siempre que esté exigido por la unidad total del film, rechazándose cuando se presente con intención de despertar pasiones en el espectador normal o incida en la pornografía».
A partir de aquel momento un progresivo número de mujeres desnudas, unido a una creciente sexualización del cine español (del destape a la pornografía), monopolizó la producción nacional con títulos tan explícitos como Las que empiezan a los quince años (Ignacio Iquino, 1978), La chica de las bragas transparentes (Jesús Franco, 1981), Orgía de ninfómanas (Jesús Franco, 1981), Violación inconfesable (Miguel Iglesias, 1981), Apocalipsis sexual (Carlos Aured, 1982), Con las bragas en la mano (Julio Pérez Tabernero, 1982), Jóvenes amiguitas buscan placer (Ignacio Iquino, 1982), Inclinación sexual al desnudo (Ignacio Iquino, 1982), Mi conejo es lo mejor (Ricardo Palacios, 1982), Sin bragas y a lo loco (Gérard Loubeau, 1982), Sueca bisexual necesita semental (Ricard Reguant, 1982), Bragas calientes (José María Zabalza, 1983), Las viciosas y la menor (Alfonso Balcázar, 1983) o Las calientes orgías de una virgen (Antoni Verdaguer, 1982).

## Revistas eróticas
Paralelamente al auge del destape cinematográfico los quioscos españoles se llenaron aun incluso varios años antes de la muerte del dictador en noviembre de 1975 de no pocas «revistas para hombres» como Interviú y Lib (ambas publicadas desde 1976), Macho (en el n.º 1 de 1979 apareció en portada una fotografía de la actriz y cantante Bibi Andersen mostrando un pecho), Pen, Clímax, Bazaar, Bocaccio (en homenaje a la famosa discoteca fundada en 1967 y cuyo primer número salió a la venta en 1970), Papillon (en el n.º 1 de 28 de enero de 1976 figuró en cubierta una imagen de Susana Estrada sin ropa alguna, si bien no se distinguía con nitidez el área púbica) y otras muchas, en las que paulatinamente se exhibieron «enseñando las tetas», primero, e íntegramente desnudas ya más tarde muchas de las artistas del momento más desinhibidas a la hora de exhibir sus cuerpos ante el público, que encontraron en ellas una buena forma de impulsar sus respectivas carreras como actrices, entre las que cabe destacar especialmente a las antes mencionadas Susana Estrada, Ágata Lys, Nadiuska, Bárbara Rey, Eva Lyberten, Amparo Muñoz, etc.

Fue curioso vivir la apertura posfranquista. Primero se pudo fotografiar a las chicas en bikini, luego solo con la parte de abajo del bañador, después en bragas, luego completamente desnudas sin que se les viera nada. […] Después ya se les pudo ver todo.

Para Pepe Cera (Barcelona, 1953), director de la revista Lib, este tipo de publicaciones «Tenían el papel morboso de poner a la gente cachonda y activar la imaginación, pero también ejercían un papel de educación sexual y de apertura hacia temas desconocidos para la mayoría como las costumbres sexuales minoritarias, el sadomaso [sic], los contactos o la prostitución».
Pero sin duda «la veda la levantó la revista Interviú [2-8 sep. 1976, n.º 16] con la mítica portada en la que apareció la adolescente Marisol con las tetas al aire, tal como la parió su santa madre»:

Corría el mes de septiembre de 1976 cuando sacamos a Marisol enseñando las tetas en la portada de nuestra nueva revista; Interviú era un soplo de libertad que anunciaba que todo era posible en España. Nadie sabía por dónde iban a ir las cosas y en medio de la discusión entre libertad, democracia o continuismo aproveché para publicar las fotos. El fotógrafo César Lucas había retratado a Marisol seis años antes, en 1970. El reportaje con el desnudo de Marisol nos hizo vender más que nunca en la historia de España. La niña prodigio Marisol con el busto al aire, convertida ya en mujer y en comunista, se transformó rápidamente en un icono del cambio social que estábamos experimentando. Aquella portada fue una imagen de la libertad.

Aquella portada disparó los desnudos de famosas. De repente empezamos a tener acceso a desnudar a las grandes vedettes del momento como Susana Estrada, Ágata Lys o Nadiuska.

## Declive del cine "S"
En torno al quince por ciento de las realizaciones cinematográficas producidas en la España de los años 1970 se hallaban identificadas con la letra «S» (rápidamente relacionada con «sexo»), lo que venía a significar que tanto la temática como el contenido de las mismas podían herir la «sensibilidad» de algunos espectadores.
Pero lo cierto fue que el público masculino en general no se conformaba ya con ver a una actriz haciendo toples, o aun totalmente desnuda, lo que llevó a la Dirección General de Cinematografía de entonces, encabezada por Pilar Miró, a suprimir en 1984 la «S» como calificación «moral» de ciertas proyecciones y la consiguiente legalización de los cines porno (las llamadas salas «X»), exclusivamente para mayores de 18 años:

El cine "S" comenzó a morir el 5 de marzo de 1984, cuando el Gobierno del PSOE decidió disolver la Junta de Calificación y retiró cualquier posibilidad de ayuda económica para películas eróticas y pornográficas. Un año antes, Pilar Miró, la flamante directora general de Cinematografía, instó un real decreto mediante el cual se suprimía la clasificación "S" –último vestigio de la censura franquista– y se daba luz verde a la clasificación "X" –es decir, al porno duro–.

Respecto a sus intérpretes femeninas cabe reseñar que mientras que solo unas pocas supieron adaptarse a las exigencias del cine convencional la mayoría acabaron aireando sus intimidades de plató en plató o simplemente desaparecieron tras el más absoluto anonimato.